# Ограничение Вейля
Ограничение скаляров (известное также как «ограничение Вейля») — это функтор, который для любого конечного расширения поля L/k и любого алгебраического многообразия X над L даёт другое многообразие ResL/kX, определённое над k.  Ограничение скаляров полезно для сведения вопросов о многообразиях над большими полями к вопросам о более сложных многообразиях над меньшими полями.

## Определение
Пусть L/k будет конечным расширением поля, а X — многообразием, определённым над L. Функтор {\displaystyle \mathrm {Res} _{L/k}X} из k-схемop в множества определяется выражением
{\displaystyle \mathrm {Res} _{L/k}X(S)=X(S\times _{k}L)}
(В частности, k-рациональные точки многообразия {\displaystyle \mathrm {Res} _{L/k}X} являются L-рациональными точками многообразия X.) Многообразие, которое представляет этот функтор, называется ограничением скаляров и оно единственно с точностью до изоморфизма, если существует.
С точки зрения пучков множеств ограничение скаляров является просто дифференциалом вдоль морфизма Spec L {\displaystyle \to } Spec k и  сопряжёно справа расслоенному произведению схем, так что вышеприведённое определение можно перефразировать в более общем виде. В частности, можно заменить расширения поля на любой морфизм окольцованных топосов, а предположение о X может быть ослаблено, к примеру, до стеков. Это приводит к более слабому контролю над поведением ограничения скаляров.

## Свойства
Для любого конечного расширения поля ограничение скаляров переводит квазипроективное многообразие в квазипроективное многообразие. Размерность получаемого многообразия умножается на степень расширения.
При подходящих условиях (например, плоский, собственный, конечно определённый), любой морфизм {\displaystyle T\to S} алгебраических пространств даёт функтор ограничения скаляров, который переводит алгебраические стеки в алгебраические стеки, сохраняя такие свойства, как стек Артина, стек Делиня — Мамфорда и представимость.

## Примеры и приложения
1) Пусть L — конечное расширение поля k степени s. Тогда {\displaystyle \mathrm {Res} _{L/k}}(Spec L) = Spec(k) и
{\displaystyle Res_{L/k}\mathbb {A} ^{1}}
является s-мерным аффинным пространством {\displaystyle \mathbb {A} ^{s}} над Spec k.
2) Если X является аффинным L-многообразием, определённым выражением
{\displaystyle X={\text{Spec}}L[x_{1},\dots ,x_{n}]/(f_{1},\dots ,f_{m})}
мы можем записать {\displaystyle \mathrm {Res} _{L/k}X} как Spec {\displaystyle k[y_{i,j}]/(g_{l,r})}, где yi,j 
({\displaystyle 1\leq i\leq n,1\leq j\leq s}) новые переменные,  
а gl,r
({\displaystyle 1\leq l\leq m,1\leq r\leq s}) является многочленом от {\displaystyle y_{i,j}} получаемый выбором k-базиса {\displaystyle e_{1},\dots ,e_{s}} расширения L и полагая {\displaystyle x_{i}=y_{i,1}e_{1}+\dots +y_{i,s}e_{s}} и {\displaystyle f_{t}=g_{t,1}e_{1}+\dots +g_{t,s}e_{s}}.
3) Ограничение скаляров над конечным расширением поля переводит групповые схемы в групповые схемы.
В частности:
4) Тор
{\displaystyle \mathbb {S} :=\mathrm {Res} _{\mathbb {C} /\mathbb {R} }\mathbb {G} _{m}},
где Gm означает мультипликативную группу, играет существенную роль в теории Ходжа, поскольку таннакиева категория вещественных структур Ходжа эквивалентен категории представлений S.  Вещественные точки имеют структуру группы Ли, изоморфную {\displaystyle \mathbb {C} ^{\times }}. См. Группа Мамфорда–Тейта.
5) Ограничение Вейля {\displaystyle \mathrm {Res} _{L/k}\mathbb {G} } (коммутативного) группового многообразия {\displaystyle \mathbb {G} } снова является (коммутативным) групповым многообразием размерности {\displaystyle [L:k]\dim \mathbb {G} }, если L сепарабельно над k. Александр Момот применил ограничения Вейля коммутативных групповых многообразий с {\displaystyle k=\mathbb {R} } и {\displaystyle L=\mathbb {C} } с целью получить новые результаты в теории трансцендентности, которая основывалась на увеличении алгебраической размерности.
6) Ограничение скаляров на абелевых многообразиях (например, эллиптических кривых) дают абелевы многообразия, если L сепарабельно над k. Джеймс Миль использовал это для сведения гипотезы Бёрча — Свиннертон-Дайера над абелевыми многообразиями над всеми числовыми полями к той же гипотезе над рациональными числами.
7) В эллиптической криптографии спуск Вейля использует ограничение Вейля для преобразования задачи дискретного логарифмирования на эллиптической кривой над конечным расширением поля L/K в задачу дискретного логарифмирования на многообразии Якоби гиперболической кривой над базовым полем K, которую потенциально решить легче ввиду меньшего размера поля K.

## Построения Вейля по сравнению с преобразованиями Гринберга
Ограничение скаляров аналогично преобразованию Гринберга, но не обобщает его, поскольку кольцо векторов Витта на коммутативной алгебре A в общем случае не является A-алгеброй.